# Cordobia fischeri
Cordobia fischeri är en tvåhjärtbladig växtart som först beskrevs av Cristóbal Mariá Hicken, och fick sitt nu gällande namn av Franz Josef Niedenzu. Cordobia fischeri ingår i släktet Cordobia och familjen Malpighiaceae. Inga underarter finns listade i Catalogue of Life.